# Israël op het Eurovisiesongfestival 1978
Israël deed mee aan het Eurovisiesongfestival 1978 in Parijs, Frankrijk. De Israëlische kandidaat werd voor de eerste keer in 6 jaar via een nationale finale gekozen. IBA was verantwoordelijk voor de Israëlische bijdrage voor de editie van 1978.

## Selectieprocedure
Er werd een nationale finale georganiseerd om de kandidaat te kiezen. In totaal deden er 12 liedjes mee aan de finale en de winnaar werd gekozen door een jury.

## In Londen
In Londen trad Israël op als 18de net na Luxemburg en voor Oostenrijk. Op het einde van de puntentelling bleek dat Israël, met het nummer A-ba-ni-bi, als eerste was geëindigd met 157 punten.
België had twaalf punten over voor het lied, Nederland gaf ook twaalf punten.

### Gekregen punten

#### Finale
| 12 punten                                                            | 10 punten            | 8 punten                                                | 7 punten | 6 punten              |
| -------------------------------------------------------------------- | -------------------- | ------------------------------------------------------- | -------- | --------------------- |
| - België - Duitsland - Luxemburg - Nederland - Turkije - Zwitserland | - Finland - Portugal | - Frankrijk - Ierland - Italië - Noorwegen - Oostenrijk |          | - Denemarken - Spanje |
| 5 punten                                                             | 4 punten             | 3 punten                                                | 2 punten | 1 punt                |
| - Griekenland - Verenigd Koninkrijk                                  |                      | - Monaco                                                |          |                       |

### Punten gegeven door Israël

#### Finale
Punten gegeven in de finale:
| 12 punten | Nederland           |
| 10 punten | Griekenland         |
| 8 punten  | Monaco              |
| 7 punten  | België              |
| 6 punten  | Spanje              |
| 5 punten  | Frankrijk           |
| 4 punten  | Denemarken          |
| 3 punten  | Duitsland           |
| 2 punten  | Verenigd Koninkrijk |
| 1 punt    | Zwitserland         |

1973 · 1974 · 1975 · 1976 · 1977 · 1978 · 1979 · 1980 · 1981 · 1982 · 1983 · 1984 · 1985 · 1986 · 1987 · 1988 · 1989 · 1990 · 1991 · 1992 · 1993 · 1994 · 1995 · 1996-1997 · 1998 · 1999 · 2000 · 2001 · 2002 · 2003 · 2004 · 2005 · 2006 · 2007 · 2008 · 2009 · 2010 · 2011 · 2012 · 2013 · 2014 · 2015 · 2016 · 2017 · 2018 · 2019 · 2020 · 2021 · 2022 · 2023 · 2024 · 2025